# The Himalayans
The Himalayans sono stati un gruppo statunitense di alt rock formatosi a San Francisco nel 1990.

## Storia del gruppo
The Himalayans nascono a San Francisco nel 1990 per iniziativa di Dan Jewett e di Chris Roldan, forti della qualità delle loro esibizioni e della cura che dedicavano allo studio del suono, tale da permettere loro di suonare dal vivo con una qualità molto vicino a quella di studio.
Il gruppo si sciolse amichevolmente quando nel 1991 Adam Duritz fu costretto, a causa di impegni contrattuali, a dedicarsi allo sviluppo del progetto da cui sarebbero nati i Counting Crows, assieme al chitarrista David Bryson, il quale era anche il produttore delle demo degli Himalayans. La canzone degli Himalayans Round Here fu poi registrata anche nell'album di debutto dei Counting Crows come brano d'apertura, divenendo presto un successo tra il pubblico.
Il brano che poi consacrerà i Counting Crows, Mr. Jones deve il suo titolo a Marty Jones, il bassista degli Himalayans che era anche un amico d'infanzia di Duritz.
L'unico album che la band ha prodotto, She Likes the Weather, è stato curato da Dan Jewett, il quale ha utilizzato del materiale proveniente da una registrazione di studio del dicembre '91 e dalla demo originale del gruppo, aggiungendo alcuni spezzoni di interviste concesse dal gruppo a delle emittent radiofoniche. L'etichetta fondata da Duritz, la Tyrannosaurus Records, ha pubblicato una versione rimasterizzata di She Likes the Weather nell'aprile del 2007.

## Formazione
- Dan Jewett - chitarra
- Chris Roldan - batteria
- Dave Janusko - basso, seconda chitarra
- Adam Duritz - voce
- Marty Jones - basso

## Discografia
- 1991 - Demo tape ("Round Here", "Diamonds and Babies and Cars", "She Likes the Weather")
- 2002 - She Likes the Weather